# Orde van Morazán

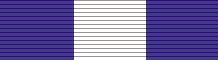
Lint

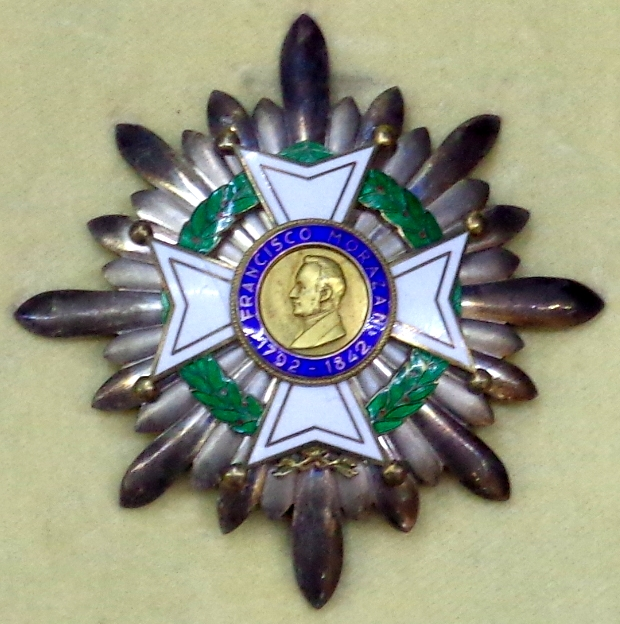
Grootkruis

In 1941 stelde de regering van Honduras de Orde van Morazán (Spaans: Orden del Morazán), ook wel Orde van Francisco Morazan genoemd, in. De orde heeft de in het internationale diplomatieke verkeer gebruikelijke zes graden. De onderverdeling van de grootofficieren in twee klassen met verschillende sterren is bijzonder te noemen.

## Graden van de orde
- Grootkruis
- Grootofficier met Gouden Ster
- Grootofficier met Zilveren Ster
- Commandeur
- Officier
- Ridder

## Versierselen van de orde
Het kleinood is een achtpuntig wit geëmailleerd kruis van Malta met gouden ballen op de acht punten en een dunne blauwe streep evenwijdig aan de randen van het kruis. Het kruis is op een groene lauwerkrans gelegd. Op het kruis is een gouden medaillon met het portret van José Francisco Morazán binnen een blauwe ring bevestigd.
Als verhoging dient een gouden piramide zoals die ook in het wapen van Honduras voorkomt.
Het lint is blauw-wit-blauw, de kleuren van de Hondurese vlag.